# Julius Jellinek
Julius Jellinek (* 21. Mai 1984 in Ost-Berlin) ist ein deutscher Synchronsprecher, Schauspieler sowie Hörspielsprecher.

## Leben
Julius Jellinek ist der Sohn des Schauspielers und Synchronsprechers Uwe Jellinek. Er spricht unter anderem die deutsche Stimme für den Jungen Simba im Zeichentrickfilm Der König der Löwen, die Animation des Gespenstes Casper in Casper, die Figur Jaden Yuki in dem Anime Yu-Gi-Oh! GX und die Figur Marcus Damon in dem Anime Digimon Data Squad, sowie die Rolle des Felipe Colombos Manuel Aguirre in Rebelde Way. Den Schauspielern Dev Patel, Grant Gustin, Lucas Hedges, Steven R. McQueen und Joseph Mazzello leiht er regelmäßig seine Stimme.

## Synchronrollen (Auswahl)

### Filme
- 1994: Die kleinen Superstrolche als Waldo für Blake McIver Ewing
- 1994: Taschengeld als Frank Wheeler für Michael Patrick Carter
- 1994: Der König der Löwen als Junger Simba
- 1995: Casper als Casper
- 1996: In einem Land vor unserer Zeit IV – Im Tal des Nebels als Littlefoot
- 1997: Casper – Wie alles begann als Casper
- 2007: Warm Springs als Fred Botts für Matt O’Leary
- 2008: Battle for Haditha als Pfc. Cuthbert
- 2008: Jumper als David Rice (jung) für Max Thieriot
- 2009: Party Date – Per Handy zur großen Liebe als Drew Patterson für Robbie Amell
- 2009: Slumdog Millionär als Jamal Malik für Dev Patel
- 2009: Das gelbe Segel als Gordy für Eddie Redmayne
- 2010: The Social Network als Dustin Moskovitz für Joseph Mazzello
- 2010: Maos letzter Tänzer als jugendlicher Li Cunxin
- 2011: Die Lincoln Verschwörung als John Surratt für Johnny Simmons
- 2011: Naokos Lächeln als Toru Watanabe
- 2012: Der Tag, der alles veränderte als Franck
- 2012: Pitch Perfect als Luke für Freddie Stroma
- 2013: Thor – The Dark Kingdom als Ian Boothby für Jonathan Howard
- 2013: Battle of the Year als Rebel für Jesse „Casper“ Brown
- 2013: Drachenkrieger – Das Geheimnis der Wikinger als Allan für Nicolai Cleve Broch
- 2014: X-Men: Zukunft ist Vergangenheit als Peter Maximoff / Quicksilver für Evan Peters
- 2014: Sex on the Beach 2 als Neil Sutherland
- 2015: Chappie als Deon Wilson für Dev Patel
- 2015: The Revenant – Der Rückkehrer als Andrew Henry für Domhnall Gleeson
- 2015: Kill Your Friends als Steven Stelfox für Nicholas Hoult
- 2015: Mad Max: Fury Road als Nux für Nicholas Hoult
- 2016: Warcraft: The Beginning als Khadgar für Ben Schnetzer
- 2016: Victoria als Löhlein für Basil Eidenbenz
- 2016: X-Men: Apocalypse als Peter Maximoff/Quicksilver für Evan Peters
- 2017: Wunder als Mr. Browne für Daveed Diggs
- 2018: Bohemian Rhapsody als John Deacon für Joseph Mazzello
- 2019: X-Men: Dark Phoenix als Peter Maximoff/Quicksilver für Evan Peters
- 2020: Emma als George Knightley für Johnny Flynn
- 2021: Spider-Man: No Way Home als Agent P. Cleary für Arian Moayed

### Serien
- 1996–1999: Full House als Teddy
- 2003: Power Rangers: Wild Force als Aurico (roter Alien Ranger)
- 2005: Power Rangers: Dino Thunder als Ethan James
- 2006–2008: Yu-Gi-Oh! GX als Jaden Yuki
- 2007: Gundam Seed als Ahmed
- 2007–2008: Digimon Data Squad als Marcus Damon
- 2007–2014: Johnny Test als Johnny Test
- 2008–2009: Saved als Harper Sims für Michael McMillian
- 2008–2011: Entourage als Salvatore „Turtle“ Assante für Jerry Ferrara
- 2009: Skins – Hautnah als Anwar Kharral für Dev Patel
- 2009: Eden of the East als Akira Takizawa
- 2010–2011: True Blood als Tommy Mickens für Marshall Allman
- 2010–2012: The Amazing Spiez als Lee Clark
- 2010–2013: Victorious als André Harris für Leon Thomas III
- 2010–2015/2017: Vampire Diaries als Jeremy Gilbert für Steven R. McQueen
- 2011: Die Wannabes – Popstars undercover als Drew Robinson
- 2011: Eden of the East als Akira Takizawa
- 2011–2013: Supah Ninjas als Owen Reynolds für Carlos Knight
- 2011–2014: Borgia als Alfonso d'Este
- 2012: Misfits als Nathan Young für Robert Sheehan
- 2012: Star Wars: The Clone Wars als Saw Gerrera für Andrew Kishino
- 2012–2013: Being Human als Nick Fenn
- 2012–2015: The Newsroom als Neal Sampat für Dev Patel
- 2012–2018: Teenage Mutant Ninja Turtles als Donatello bzw. Donnie
- 2012–2014: als Dax in Monsuno
- 2013: The Finder als Timo Proud für Toby Hemingway
- 2013: Continuum als Alec Sadler für Erik Knudsen
- 2013–2016: Chicago Fire als Peter Mills für Charlie Barnett
- 2013–2016: Willkommen in Gravity Falls als Robbie Valentine für T. J. Miller
- 2013–2018: Major Crimes als Rusty Beck für Graham Patrick Martin
- 2013–2017: The Mindy Project als Peter Prentice für Adam Pally
- 2014–2020: Vikings als  Bjorn Lothbrok für Alexander Ludwig
- 2014: Low Winter Sun als Nick Paflas für Billy Lush
- 2014–2023: The Flash als Barry Allen / The Flash für Grant Gustin
- 2015: Stalker als Ben Caldwell für Victor Rasuk
- 2015: Terror in Tokio als Arata Kokonoe/Nine
- 2015–2016: Deadbeat als Rufus Jones für Brandon T. Jackson
- 2014–2023: The Flash als Barry Allen / The Flash für Grant Gustin
- 2016: Supergirl als Barry Allen / The Flash für Grant Gustin
- 2016–2018: Black-ish als Johan Johnson für Daveed Diggs
- 2016–2022: Attack on Titan als Connie Springer
- 2017: Genius: Einstein (als junger Albert Einstein)
- 2017–2022: Fairy Tail als Natsu Dragneel
- 2017: Tote Mädchen lügen nicht als Montgomery de la Cruz
- 2018–2022: Der Denver-Clan als Adam Carrington (alias Mikey Gordon Harrison) für Sam Underwood
- 2019–2024: The Umbrella Academy als Klaus Hargreeves für Robert Sheehan
- 2020–2024: McDonald & Dodds als DC Darren Craig für Jack Riddiford
- 2020: Hunters als Sherman „Cheeks“ Johnson für Henry Hunter Hall
- 2021: WandaVision als Pietro Maximoff / Quicksilver für Evan Peters
- 2020–2021: Love, Victor als Benji Campbell (1. Stimme) für George Sear
- 2022: Ms. Marvel als Agent P. Cleary für Arian Moayed

## Filmografie
- 1994: Geschäfte (Fernsehfilm)
- 1995: Wozu denn Eltern? (Fernsehfilm)
- 1996: Alarm für Cobra 11 – Die Autobahnpolizei (Fernsehserie, Folge 1x06) – Regie: Peter Vogel
- 1996: Hallo, Onkel Doc! (Fernsehserie, Folge 3x12)
- 1998–1999: Medicopter 117 – Jedes Leben zählt (Fernsehserie, 10 Folgen)
- 1998: Zwei allein (Fernsehserie)
- 1999: Wolffs Revier (Fernsehserie, Folge 8x02) – Regie: Miko Zeuschner
- 2001: Unser Charly (Fernsehserie, Folge 6x11) – Regie: Franz Josef Gottlieb
- 2001: Küstenwache (Fernsehserie, Folge 4x04) – Regie: Olaf Götz
- 2002: Tatort – Todesfahrt (Fernsehreihe) – Regie: Udo Witte
- 2002: Aus lauter Liebe zu Dir
- 2004: Die Rettungsflieger (Fernsehserie, Folge 8x05) – Regie: Guido Pieters
- 2004: Ein Glücklicher Tag
- 2006: Leroy räumt auf (Kurzfilm)
- 2006: Schüleraustausch – Die Französinnen kommen
- 2007: Leroy
- 2008: Die Anstalt – Zurück ins Leben (Fernsehserie, Folge 1x23)

## Hörspiele (Auswahl)
- 2011: Die Alster-Detektive: Schmierfinken, Hörbuch Hamburg, als Thorsten
- 2012: Bibi Blocksberg: Der verrückte Staubsauger, Kiddinx, als Tim
- 2016: Bibi Blocksberg: Bibi und der Feuerdrache Kiddinx, als Knappe
- 2021: Die Alster-Detektive, Folge 10: Möwenalarm (BookBeat)
- 2023: Der König der Löwen. Das Original-Hörspiel zum Disney Film, Walt Disney Records & Audible